# ФК Ловћен
ФК Ловћен, црногорски је фудбалски клуб из Цетиња, који се тренутно такмичи у Другој лиги Црне Горе. Основан је 1913. и најстарији је фудбалски клуб у Црној Гори. Име је добио по планини Ловћен која се налази близу Цетиња.
Освојио је једном Куп Црне Горе, док је два пута играо финале, а једном је завршио првенство Црне Горе на другом месту.

## Историја
Фудбалски клуб Ловћен основан је 20. јуна 1913. године, под називом Раднички шпорт клуб Ловћен. Оснивачи клуба били су Лука и Мило Милуновић, Алекса Маркуш, Косто Ћуфка, Момир Гламазић, Блажо Гвозденовић, Мијат Бастаћ, Михаило Драговић, Радован Дожић, Лазар Златичанин, Јевто Јауковић, Војислав Пекић, Арсо Пешукић, Марко Цвјетковић, Ђуро Спасић, Душан Поповић и Ђуро Пилетић. За првог предсједника и капитена изабран је Лука Милуновић. Уочи Другог свјетског рата, Ловћен је у пет наврата био првак Црне Горе. Ловћен је био учесник првог црногорског послијератног шампионата (1946.), заузевши друго мјесто, иза Будућности. Током 1947, омладинци Ловћена постали су први прваци Југославије.
У послијератном раздобљу, Ловћен је три пута био у предворју Прве савезне фудбалске лиге. Први пут, то се догодило 1946. године. Наиме, у доигравању за попуну Прве лиге, клуб са Цетиња тада је елиминисао Македонију из Скопља (3:0), Борац из Бања Луке (5:1, 5:1), но у одлучујућем двомечу, статус прволигаша изборио је београдски Металац (0:2, 3:6).
Други пут, цетињски клуб појавио се у квалификацијама за Прву лигу 1956. године. У том циклусу, Ловћен је одиграо укупно шест мечева – против скопског Вардара (1:2, 0:1), загребачке Локомотиве (4:1, 1:6), и Борова (1:0, 2:1). Прволигашки пласман Ловћену је тада измакао за бод, а коначан поредак био је сљедећи: Вардар 9, Локомотива 7, Ловћен 6, Борово 2.
Већ сљедеће сезоне, Ловћен је добио нову прилику за пласман у најјачи ранг. Овог пута, у квалификационом двомечу, бољи је био сарајевски Жељезничар (0:0, 0:2).
Иначе, све до распада СФР Југославије, Ловћен је најчешће био учесник друголигашког такмичења. Најстарији црногорски клуб у том је рангу наступао 552 пута. Најбољи пласман у јединственој Другој лиги, остварен је у сезони 1954/55, када је уз седам побједа, два ремија и девет пораза осигурано шесто мјесто на табели. Резултатски најуспјешнија сезона, међутим, јесте 1968/69. Ловћен је освојио четврто мјесто, уз скор 12-11-7.
Током постојања СР Југославије и Државне заједнице Србије и Црне Горе, Ловћен је наступао у Другој савезној лиги, те у Црногорској републичкој лиги.
Први пласман у прволигашко такмичење, клуб је обезбиједио 2007. године, пошто је освојио прво мјесто у Другој фудбалској лиги. Док је током прошлости у девет наврата освајао републички Куп, Ловћен је 2009. године, први пут од обнове независности, наступио у финалу Купа Црне Горе. Тада је након продужетака поражен од Петровца.
На 100. годишњицу постојања, фудбалери Ловћена су остварили највећи успех у историји клуба. Побједом у финалу Купа Црне Горе против подгоричке Младости, Цетињани су освојили први трофеј у сениорској конкуренцији од обнове државне независности. Још једном су стигли до финала националног Купа 2019, када су поражени од подгоричке Будућности.
У сезони 2018/19. испао је у Другу лигу Црне Горе, након чега је у сезони 2019/20. испао у Трећу лигу у регију Југ. У сезони 2020/21. клуб је доживио један од највећих пораза, изгубио је 10:1 против Обилића.

## Успеси клуба
| Такмичење                | Такмичење                | Број                     | Година                   |                          |                          |
| Национална такмичења - 1 | Национална такмичења - 1 | Национална такмичења - 1 | Национална такмичења - 1 | Национална такмичења - 1 | Национална такмичења - 1 |
| Национално првенство - 0 | Национално првенство - 0 | Национално првенство - 0 | Национално првенство - 0 | Национално првенство - 0 | Национално првенство - 0 |
| ------------------------ | ------------------------ | ------------------------ | ------------------------ | ------------------------ | ------------------------ |
| Првенство Црне Горе      | Првак                    | 0                        | /                        |                          |                          |
| Првенство Црне Горе      | Други                    | 1                        | 2013/14.                 |                          |                          |
| Национални куп - 1       |                          |                          |                          |                          |                          |
| Куп Црне Горе            | Победник                 | 1                        | 2013/14.                 |                          |                          |
| Куп Црне Горе            | Финалиста                | 2                        | 2008/09, 2018/19.        |                          |                          |

## Резултати у такмичењима у Црној Гори
| Сезона   | Ранг | Лига             | Бр.екипа | Позиција  | Куп             |
| -------- | ---- | ---------------- | -------- | --------- | --------------- |
| 2006/07. | 2    | Друга лига       | 12       | 1. место  | Прво коло       |
| 2007/08. | 1    | Прва лига        | 12       | 6. место  | Осмина финала   |
| 2008/09. | 1    | Прва лига        | 12       | 8. место  | Финале          |
| 2009/10. | 1    | Прва лига        | 12       | 6. место  | Осмина финала   |
| 2010/11. | 1    | Прва лига        | 12       | 8. место  | Прво коло       |
| 2011/12. | 1    | Прва лига        | 12       | 6. место  | Осмина финала   |
| 2012/13. | 1    | Прва лига        | 12       | 9. место  | Четвртфинале    |
| 2013/14. | 1    | Прва лига        | 12       | 2. место  | Победник        |
| 2014/15. | 1    | Прва лига        | 12       | 6. место  | Четвртфинале    |
| 2015/16. | 1    | Прва лига        | 12       | 9. место  | Полуфинале      |
| 2016/17. | 1    | Прва лига        | 12       | 11. место | Четвртфинале    |
| 2017/18. | 2    | Друга лига       | 12       | 3. место  | Четвртфинале    |
| 2018/19. | 1    | Прва лига        | 10       | 9. место  | Финале          |
| 2019/20. | 2    | Друга лига       | 10       | 9. место  | Осмина финала   |
| 2020/21. | 3    | Трећа лига — Југ | 9        | 8. место  | Није учествовао |
| 2021/22. | 3    | Трећа лига — Југ | 8        | 4. место  | Није учествовао |
| 2022/23. | 3    | Трећа лига — Југ | 8        | 1. место  | Није учествовао |
| 2023/24. | 2    | Друга лига       | 10       | 8. место  | Није учествовао |
| 2024/25. | 2    | Друга лига       | 9        | 3. место  | Није учествовао |